# Air Polonia
L'Air Polonia era una compagnia aerea polacca con base all'Aeroporto di Varsavia Fryderyk Chopin. È stata fondata nel 2001 a Varsavia e ha chiuso la sua attività per problemi economici il 5 dicembre 2004. Faceva parte dell'ELFAA e aveva 6 aerei con 28 destinazioni.